# Broșteni, Sibiu
Broșteni este un sat în comuna Păuca din județul Sibiu, Transilvania, România. Se află în partea de vest a județului.

## Obiectiv memorial
Monumentul Eroilor Români din Primul și Al Doilea Război Mondial. Monumentul este de tip Cruce comemorativă și a fost ridicat în anul 1946, având ca amplasament altarul Bisericii Ortodoxe. Crucea comemorativă este realizată din lemn, fiind susținută de un soclu, tot din lemn. Înălțimea soclului este de 0,2 m, iar cea a crucii este de 2 m. Pe fațada acesteia sunt inscripționate numele a 26 Eroi din Primul Război Mondial, și numele a 17 Eroi din Al Doilea Război Mondial. Sub nume există un înscris comemorativ: „Dormiți în pace scumpi eroi ai neamului“.

## Vezi și
- Biserica de lemn din Broșteni, Sibiu

## Imagini

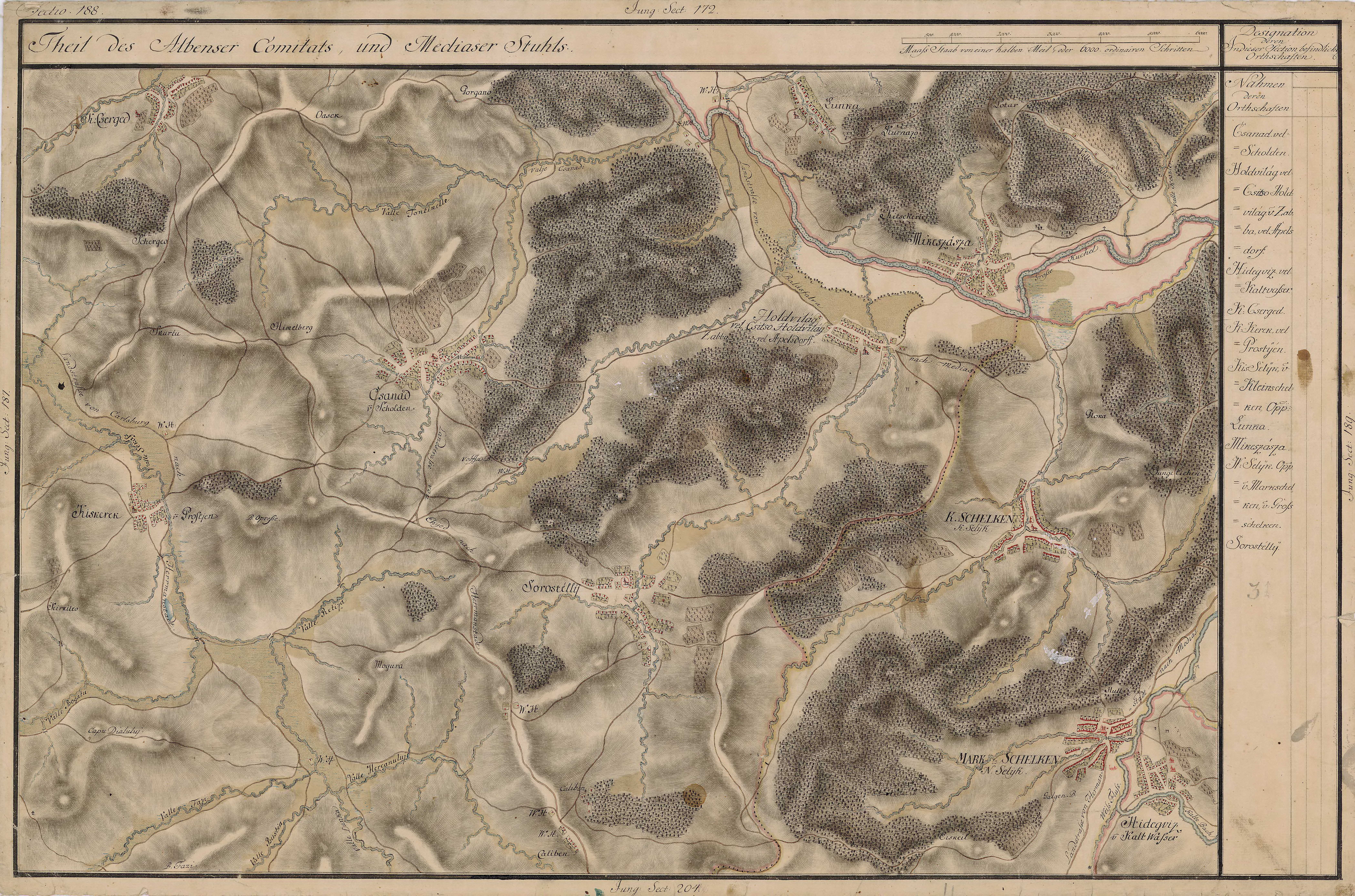
Broşteni în Harta Iosefină a Transilvaniei, 1760-1773